# جوسي لويس ألكين
جوسي لويس ألكين (بالإسبانية: José Luis Alcaine )‏ (و. 1938  م) هو مصور سينمائي، ومشغل الكاميرا إسباني، ولد في طنجة.

## جوائز
حصل على جوائز منها:
- ميدالية الاستحقاق الذهبية في الفنون الجميلة (إسبانيا) (2017)
- جائزة فولكان للفنان التقني [الإنجليزية]‏ (2011)[5]
- Goya Award for Best Cinematography [الإنجليزية]‏، عن عمل: 13 Roses [الإنجليزية]‏ (2007)
- جائزة أفضل تصوير سينمائي أوروبي [الإنجليزية]‏، عن عمل: العودة (2006)
- Goya Award for Best Cinematography [الإنجليزية]‏، عن عمل: Don Quixote, Knight Errant [الإنجليزية]‏ (2002)
- Goya Award for Best Cinematography [الإنجليزية]‏، عن عمل: The Bird of Happiness (film) [الإنجليزية]‏ (1993)
- Goya Award for Best Cinematography [الإنجليزية]‏، عن عمل: بيل إيبوكيه (1992)
- Goya Award for Best Cinematography [الإنجليزية]‏، عن عمل: Twisted Obsession [الإنجليزية]‏ (1989).

## وصلات خارجية
- جوسي لويس ألكين على موقع IMDb (الإنجليزية)
- جوسي لويس ألكين على موقع قاعدة بيانات الأفلام العربية
- جوسي لويس ألكين على موقع ألو سيني (الفرنسية)
- جوسي لويس ألكين على موقع أول موفي (الإنجليزية)
- جوسي لويس ألكين على موقع قاعدة بيانات الأفلام السويدية (السويدية)
- جوسي لويس ألكين على موقع قاعدة بيانات الفيلم (الإنجليزية)
- جوسي لويس ألكين على موقع كينوبويسك (الروسية)